# Maria Czapska
Maria Dorota Leopoldyna Czapska (6 de febrero de 1894–11 de junio de 1981) fue una escritora e historiadora polaca.

## Biografía
Maria Czapska nació en Praga, hija del conde Jerzy Hutten-Czapski (1861-1930) y de su esposa Jozefina Thun-Hohenstein (1867-1903). Creció en Przyłuki, la finca que la familia tenía cerca de Minsk. Su hermano menor fue el escritor Józef Czapski, y entre sus familiares se cuentan personajes destacados como Emeryk Hutten-Czapski, Emeryk August Hutten-Czapski y Karol Hutten-Czapski.
Czapska estudió en Cracovia desde 1921 a 1925, y se trasladó a París para escribir una biografía del poeta romántico Adam Mickiewicz. La biografía, titulada La vie de Mickiewicz, fue publicada en 1931. En 1938 publicó su segundo trabajo, Ludwik Śniadecka, y recibió el premio literario "Wiadomości Literackich" al año siguiente.
Durante Segunda Guerra Mundial vivió en Polonia, donde fue miembro de la Żegota. Más tarde cruzó la Frontera interalemana y huyó a Francia en 1945, donde vivió el resto de su vida. Por un tiempo, Czapska ayudó a Tygodnik Powszechny, y ya en París trabajó para la revista Kultura. También fue miembro de la Sociedad polaca de Ciencias y Artes en el Extranjero. Durante su exilio, sus obras fueron objeto de censura en Polonia. Cuando el escritor Tomasz Strzyżewski huyó a Suecia, el nombre de Maria Czapska salió a relucir. En París, se centró en su obra literariaa, publicando algunas obras de importancia: Dwugłos wspomnień, Europa w rodzinie o Czas odmieniony. En 2014, dos de sus libros, Una familia de Europa Central y A través de la tormenta, fueron publicados en inglés.

## Obras
- La vie de Mickiewicz, Paris, 1931
- Ludwika Śniadecka, Kraków, 1938
- Szkice mickiewiczowskie, London, 1963
- Polacy w ZSRR (1939-1942) (antología), Paris, 1963
- Dwugłos wspomnień (pisane z bratem), London, 1965
- Europa w rodzinie, Paris, 1970
- Une Famille d´Europe Centrale, Paris, 1972
- Czas odmieniony, Paris, 1978
- Gwiazda Dawida, London, 1975
- Ostatnie odwiedziny i inne szkice, Warsaw, 2006
- Une Famille d´Europe Centrale, Paris, 2013
- A Family of Central Europe and Through the Storm, Buenos Aires and Cracow, 2014